# 670
Cette page concerne l'année 670  du calendrier julien. Pour l'année 670 av. J.-C., voir 670 av. J.-C. Pour le nombre 670, voir 670 (nombre).
L'année 670 est une année commune qui commence un mardi.

## Événements
- 15 février : début du règne d'Egfrid, roi de Northumbrie à la mort d'Oswy (fin en 685)[1].

- Fondation de la ville de Kairouan par Oqba ibn Nafi dans la Tunisie actuelle[2]. Début de la construction de la grande mosquée de Kairouan.
- Début du règne en Inde du roi Pândya Arikesari Maravarman (fin en 710). Il affronte les Pallava et soumet les Chera[3].
- Bataille de la rivière Dafei[4]. Les Tibétains prennent le Tarim délogeant les Chinois de leurs quatre garnisons de Koutcha, Qarachahr, Kachgar et Khotan[5].
- Au Japon, incendie du temple Hōryū-ji[6].

- Lambert devient évêque de Tongres-Maastricht. Il réside dans sa villa de Leodium, où sera bâti Liège[7].

- Fondation du Prieuré de Celle, monastère fondé par saint Amand, dans la commune de Pont-à-Celles, en Belgique[8].

## Décès en 670
- Li Chunfeng (né en 602), mathématicien, astronome et historien chinois.
- Brahmagupta (né en 598), mathématicien indien.